# Walckenaeria bifida
Walckenaeria bifida este o specie de păianjeni din genul Walckenaeria, familia Linyphiidae, descrisă de Millidge, 1983. Conform Catalogue of Life specia Walckenaeria bifida nu are subspecii cunoscute.